# Anaïs Beauvais
Pour les articles homonymes, voir Beauvais (homonymie).
Anaïs Beauvais, née à Flez-Cuzy le 11 septembre 1832 et morte à Paris 7e le 13 juin 1898, est une peintre française, surtout connue pour avoir réalisé en 1880 le portrait de la mère de Marcel Proust, Jeanne Weil.

## Biographie
Fille de Pierre Noël Lejault, propriétaire et maire de la commune de Champallement et de Sophie Amandine Charles, Modeste Amandine Pierrette Théolinde est issue de la communauté des Jault, communauté de la Nièvre qui avait conservé sa constitution patriarcale du Moyen Âge jusqu'à sa dissolution en 1847.
En 1848, elle épouse à Paris Louis-Michel Beauvais (1823-1884) avocat et receveur de rentes. Il s'est notamment occupé de la séparation des biens des époux Clésinger. Femme du monde, elle fréquente dès cette époque de nombreux artistes, comme Aristide Hignard, Pablo de Sarasate ou Eugène Verconsin dont elle réalisera les portraits, ou encore Jean-Jules-Antoine Lecomte du Nouÿ. Elle suit successivement les cours du peintre allemand Lazarus Wihl, puis de Jean-Jacques Henner et Carolus-Duran, peut-être au sein de l'atelier des dames, à partir de 1877.
Elle expose au Salon à partir de 1867 sous le nom d'Anaïs Beauvais, et y participe régulièrement jusqu'en 1891. Elle obtient une mention honorable à l'Exposition universelle de 1889.
Après le décès de son premier époux, elle se remarie en 1889 avec le peintre Charles Landelle. Les artistes Léon Bonnat et Barrias sont témoins à leur mariage. Dans son salon du quai Voltaire ou dans sa propriété de Chennevières, sur les bords de la Marne, elle s’entoure artistes, écrivains et intellectuels.
Elle décède à 65 ans le 13 juin 1898, à son domicile parisien du 21, quai Voltaire.
À la vente après décès de Charles Landelle, un paysage des bords de Marne par Anaïs Beauvais fait partie des peintures présentées.

## Expositions

### Salon des artistes français
- Le Pêcheur surpris par une sirène (Der Fischer, überrascht von einer Meerjungfrau), 1869, Musée de la faïencerie Frédéric Blandin, Nevers.1867 : Vénus et l’Amour[7]
- 1868 : Portrait de M. B.

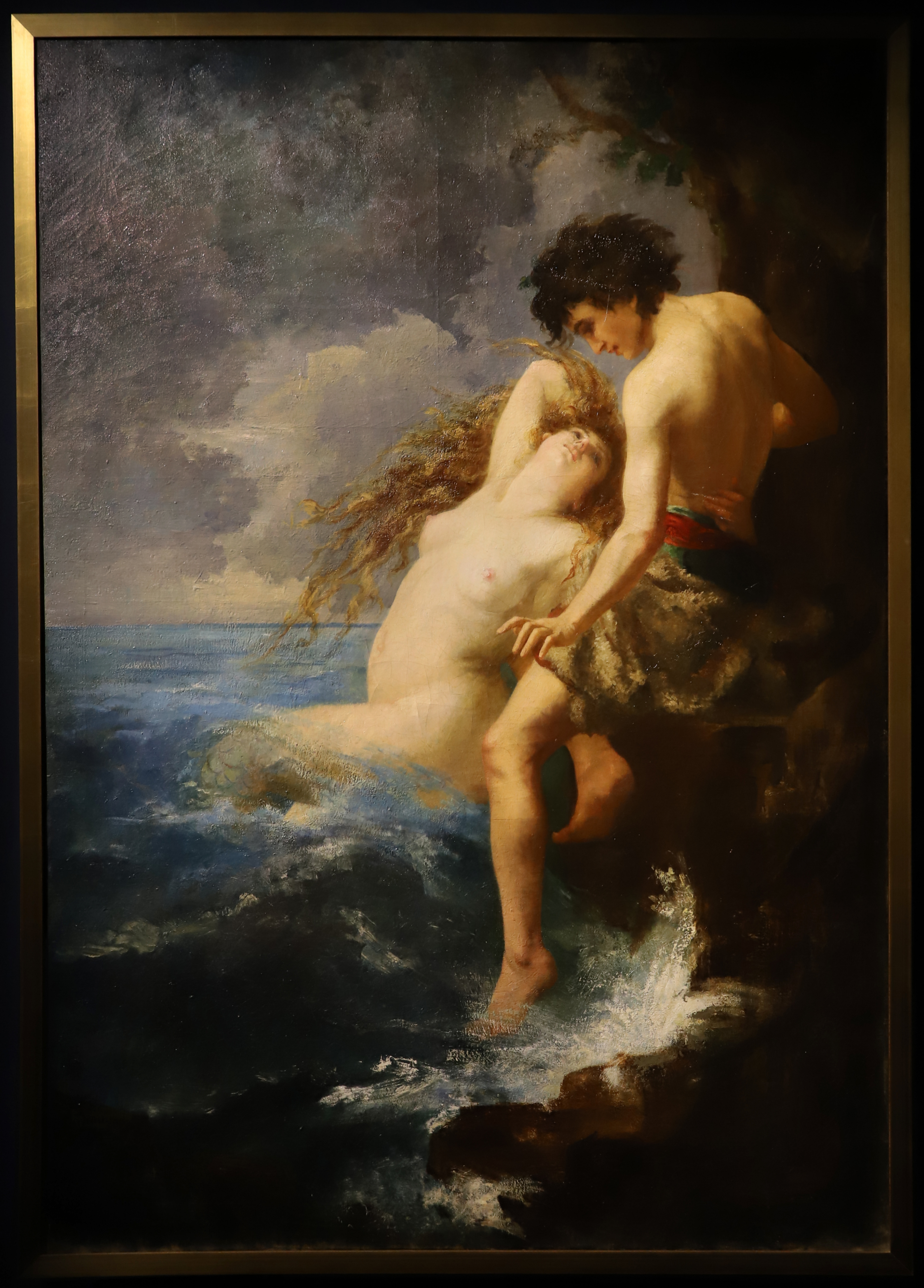
Le Pêcheur surpris par une sirène (Der Fischer, überrascht von einer Meerjungfrau), 1869, Musée de la faïencerie Frédéric Blandin, Nevers.

- 1869 : Le Pêcheur surpris par une sirène
- 1870 : Portrait d’Aristide Hignard ; Portrait de Pablo de Sarasate
- 1872 : Portrait de Mlle M.P.
- 1873 : Portrait de Mlle M.C.
- 1874 : Portrait de M. Barre, statuaire
- 1875 : Adelia
- 1876 : Le repos du modèle ; Portrait de M. Verconsin
- 1877 : Portrait de Mlle L. ; Portrait de M. D.
- 1878 : La Cigale
- 1879 : Perles et Roses
- 1880 : La Mort d’Albine dans le Paradon
- 1881 : La brûleuse de papillons
- 1882 : La tentation de saint Antoine ; La fileuse
- 1883 : Portrait de M. L. Arnault
- 1884 : Echo
- 1885 : Portrait de M. E. Bouche ; Le premier succès
- 1886 : Jeune Monténégrine
- 1887 : Portrait de M. D. ; Chrysanthèmes

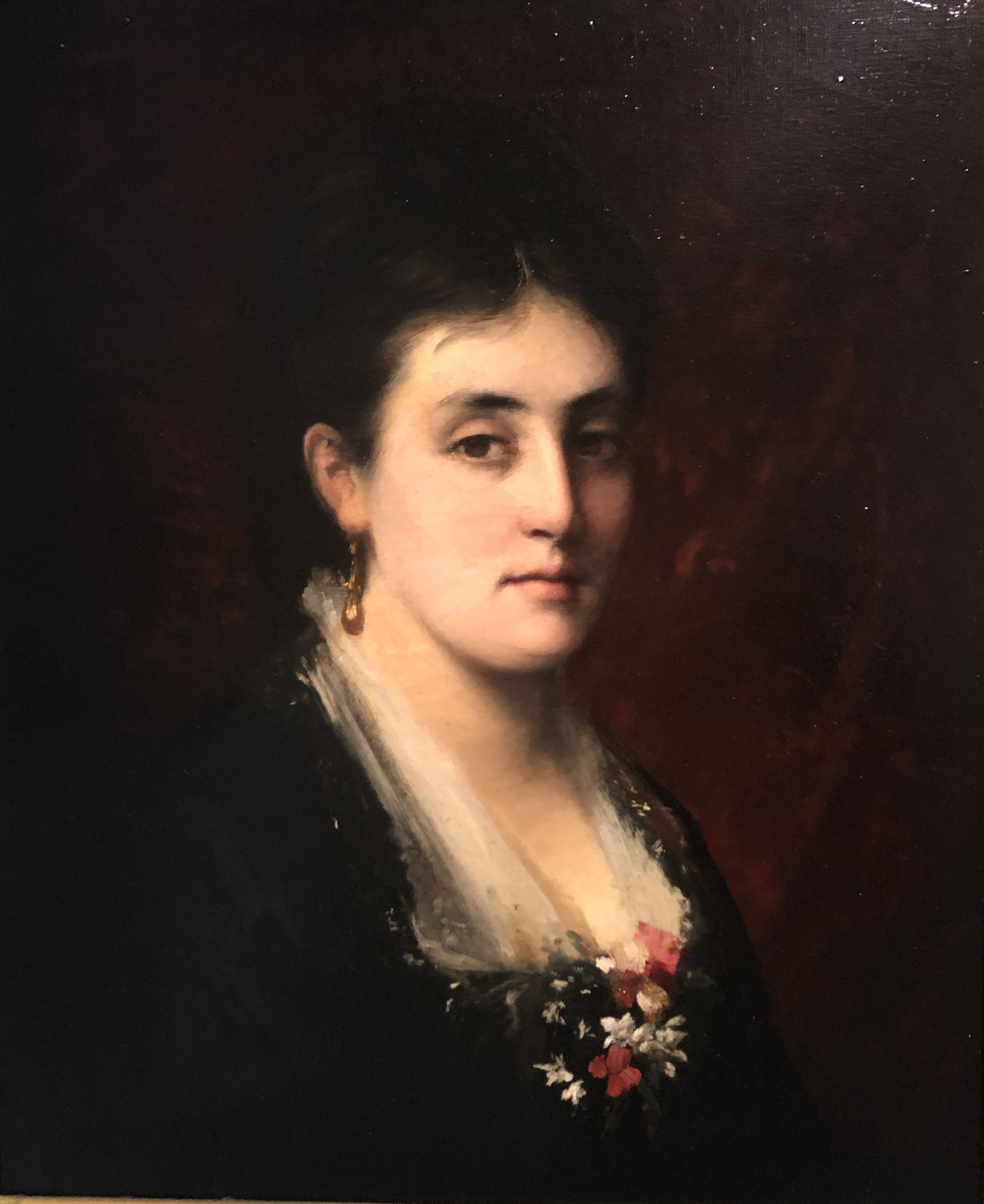
Anaïs Beauvais, Portrait de Jeanne Proust, 1880, Musée Marcel Proust-Maison de tante Léonie.

- 1888 : La Cigale
- 1891 : Le mois de juin
- 1897 : Le repos du modèle

## Œuvres dans les collections publiques
- Le Pêcheur, 1869, Nevers, Musée de la faïence Frédéric Blandin
- Le Repos (Jeune Napolitaine), 1869, Varzy, Musée Auguste-Grasset
- Jeune Grecque, 1871, Perpignan, Musée Hyacinthe-Rigaud
- Marchande d'oranges dans une rue de Tanger, 1877, musée de Clamecy
- Le Liseur, Laval, Musée du Vieux Château[10]
- Mort d'Albine, 1880, Laval, Musée du Vieux Château
- Portrait de Jeanne Proust, 1880, Musée Marcel-Proust - Maison de tante Léonie